# Soldați de vilaiet
Soldații de vilaiet (în turcă eyalet askerleri) au fost o clasă socială feudală din cadrul Imperiului Otoman, parte a sistemului timariot. În cea mai mare parte a lor făceau parte din cavalerie, primind pământ de la sultan în schimbul serviciului militar. 
La sfârșitul secolului al XVI-lea, ca urmare a declinului sistemului timariot și al creșterii marii proprietăți în cadrul statului otoman, clasa socială a soldaților de vilaiet a început să se destrame.